# Зайончковский, Николай Чеславович
Николай Чеславович Зайончковский (псевд. — Николай Нахимов; 1859—1920) — государственный деятель Российской империи, попечитель Оренбургского учебного округа, товарищ обер-прокурора Святейшего Синода в 1915—1916 гг., сенатор. переводчик богослужебных текстов. Тайный советник

## Биография
Родился 9 (21) февраля 1859 года в семье потомственных дворян Смоленской губернии. Землевладелец той же губернии (родовые 500 десятин и приобретенные 450 десятин).
Окончил Вяземскую гимназию Смоленского земства (1878) и историко-филологический факультет Московского университета (1882).
По окончании университета был определён учителем древних языков в Рыбинскую 6-классную прогимназию, в 1884 году преобразованную в гимназию; 1 августа 1889 года был перемещён на ту же должность в Рижскую Александровскую гимназию; в январе 1891 года был назначен исполняющим обязанности инспектора гимназии.
С 2 октября 1892 года стал окружным инспектором Рижского учебного округа. В это время им была опубликована брошюра «К истории сельской инородческой школы в прибалтийских губерниях и ее реформы» (Рига: тип. Л. Бланкенштейна, 1902). С 1 января 1903 года состоял в чине действительного статского советника, а 23 марта 1904 года был назначен попечителем Оренбургского учебного округа и в этой должности пробыл до 13 января 1906 года. Он был последовательным противником участия общественных организаций в учебном процессе, боролся с деятельностью родительских комитетов, которые, по его мнению, дестабилизировали обстановку в школе. Вступая в должность попечителя, он обратился к педагогам с речью, в которой отметил как главный недостаток школьного образования то, что «школьные предметы заменились внешкольною пропагандою марксизма, социализма, ницшеанства, босячества и практическими упражнениями в хулиганстве». Местная печать охарактеризовала его действия как обскурантистские, обвиняя его в сотрудничестве с Охранным отделением. В результате в начале 1906 года он был вызван в столицу и был вынужден подать прошение об отставке.
После революционных событий 1905 года он обратился 2 мая 1906 года, к уже ушедшему с поста министра народного просвещения И. И. Толстому, с открытым письмом (Санкт-Петербург : тип. газ. «Россия», 1906. — 17 с.), в котором выражал несогласие с увольнением группы инспекторов, противодействовавших политической агитации в учебных заведениях. С 7 октября 1906 года был назначен членом Совета министра внутренних дел; 1 января 1912 года был произведён в тайные советники. В марте 1912 года состоял членом совета Русского собрания; был также членом Православного Палестинского общества.
С 6 декабря 1915 года занял должность товарища обер-прокурора Св. Синода А. Н. Волжина и менее чем через год, 13 октября 1916 года был назначен сенатором. После Февральской революции, 5 апреля 1917 года уволен от службы, согласно прошению, по болезни.
Умер 7 марта 1920 года в Брест-Литовске. С 1 ноября 1892 года был женат на дочери генерал-майора, Елене Кирилловне Марковской, имел дочь (1893—?).

## Награды
- Орден Святой Анны 3-й ст. (1891)
- Орден Святого Станислава 2-й ст. (1896)
- Орден Святой Анны 2-й ст. (1900)
- Орден Святого Владимира 3-й ст. (1906)
- Орден Святого Станислава 1-й ст. (1909)
- Орден Святой Анны 1-й ст. (1914)

## Литературная деятельность
Им был написан учебник истории Древнего мира для младших классов, а также пособие по Закону Божию «Вера, молитва и жизнь православного христианина», выдержавшее 8 изданий (изд. 5-е. — СПб.: Типография «Сельскаго вестника», 1911. — VII, 258, IV с. : ил., к., табл.). Он отказался от традиционной структуры учебника, построив курс таким образом, что в течение каждого учебного года один и тот же круг тем изучался на всё более глубоком уровне.
Он также составил «Толковый Молитвослов», в который наряду со славянскими текстами включил их русский перевод с греческого языка и филологический комментарий, защищавший его вариант перевода. Считая, что русский и церковнославянский языки являются разными языковыми системами, делая переводы с греческого на русский, отказался от традиционной формы; по его мнению, привычные, но неверно (или неточно) понимаемые церковнославянизмы должны были наполниться новым содержанием. В своём стремлении создавать точные и понятные переводы, он сознательно жертвовал литературным качеством русского текста, полагая что русский перевод должен был играть роль качественного подстрочника, не претендовавшего на то, чтобы занять место церковнославянского текста. В результате, были потеряны элементы высокого стиля. Молитвослов содержал более 900 текстов. В редактировании переводов принимали участие А. А. Дмитриевский, архиепископы Антоний (Храповицкий) и Сергий (Страгородский). Несмотря на то что переводы в молитвослове не предназначались для богослужебного использования, в 1920-х годах протоиерей Василий Адаменко, формально уклонившись в обновленческий раскол, включил ряд этих текстов в составленные им богослужебные сборники на русском языке. В конце XX века молитвослов неоднократно переиздавался.
В 1911—1913 гг. в «Прибавлениях к Церковным ведомостям» печатались материалы полемики Зайончковского с П. П. Мироносицким о технике перевода богослужебных текстов на русский язык. Зайончковский выступал за точный филологический перевод, не претендующий на самостоятельную ценность, а Мироносицкий исходил из того, что русский и церковнославянский не являются самостоятельными языками, поэтому замена «русских слов на русские же» не имеет смысла, русские переводы должны сохранять художественные достоинства оригинала. В истории русской церковной публицистики эта полемика является единственным примером дискуссии о технике переводов богослужебных текстов на русский язык.
Также Зайончковский участвовал в деятельности Комиссии по исправлению богослужебных книг, возглавляемой архиепископом Сергием (Страгородским): работал с текстами Постной и Цветной Триоди. 